# آفتابی سوکوترا
آفتابی سوکوترا (نام علمی: Farsetia socotrana) نام یک گونه از سرده آفتابی است.